# الدوري الهولندي الدرجة الأولى 1957–58
الدوري الهولندي الدرجة الأولى 1957–1958 هو الموسم الثاني من الدوري الهولندي الدرجة الأولى منذ إنشائه في عام 1956. فاز بهذا الموسم أدو دين هاغ/فيلم 2 تيلبورغ.

## الفرق
يشارك 20 نادي في الدوري: النادي الذي يحتل المرتبة الأولى في هذا الدوري يتأهل مباشرتا إلى الدوري الهولندي الممتاز، تأهل في هذه الدوري أدو دين هاغ/فيلم 2 تيلبورغ.